# Whatatutu
Whatatutu est un petit village du nord-est de l’Île du nord de la Nouvelle-Zélande.

## Situation
Il est localisé au nord de la ville de Te Karaka sur le cours supérieur du fleuve Waipaoa, tout près de sa rencontre avec ses affluents, les rivières Mangatu et Waingaromia .
La localité de Whatatutu est à environ 45 minutes de la ville de Gisborne

## Population
La ville de Whatatutu abrite environ 300 résidents.

## Activité économique
Un gisement d’huile de roche est connu depuis des années mais en faible quantité, non suffisante pour être commercialisée. 
Les recherches pour des sources économiquement viables continuent dans le secteur. 
Whatatutu abrite un rassemblement des véhicules‘4x4’ tous les 2 ans, dont les possesseurs viennent et visitent la ville.